# 克鲁滕凯 (尼科波尔区)
47°58′19″N 34°37′56″E / 47.97194°N 34.63222°E
克鲁滕凯（烏克蘭語：Крутеньке），2016年前名为基洛韦（Кірове），是烏克蘭中部的村莊，隸屬第聶伯羅彼得羅夫斯克州尼科波爾區的托馬基夫卡市鎮。該村距離新安德里伊夫卡1.5公里，面積2.72平方公里，海拔高度130米，2021年人口491。